# Карпентер, Малколм Скотт
Малколм Скотт Карпентер (англ. Malcolm Scott Carpenter; 1 мая 1925, Боулдер, Колорадо — 10 октября 2013, Денвер, Колорадо) — американский астронавт и исследователь океана.

## Биография
Родители Скотта развелись, когда ему было три года. Его мать болела туберкулёзом, поэтому Скотт рос в семье друзей его родителей.
Скотт Карпентер учился в университете Колорадо с 1945 по 1949 годы, где он получил степень бакалавра по аэронавтике. В 1949 году Карпентер начал службу в морской авиации США, где обучался лётному делу. В 1951 году Карпетер стал пилотом морской авиации. Во время войны в Корее, Карпентер сопровождал военные корабли, а также выполнял разведывательные полёты над Жёлтым морем, Южно-Китайским морем и над проливом Формоза. После войны в Корее Карпентер обучался в школе лётчиков-испытателей морской авиации. С 1954 года он служил лётчиком-испытателем.
В 1959 году Скотт Карпентер был отобран в первую семерку американских астронавтов.
В 1962 году Карпентер был дублёром Джона Гленна, который в феврале 1962 года совершил первый американский орбитальный космический полёт.
Первоначально для второго орбитального полёта по программе «Меркурий» был выбран Дональд Слейтон. Однако у него обнаружились проблемы с сердцем, и вместо Слейтона в марте 1962 года для полёта на корабле «Меркурий-Атлас-7» был назначен Скотт Карпентер.
24 мая 1962 года ракета-носитель «Атлас» вывела на орбиту корабль «Меркурий-Атлас-7» («личное имя», данное кораблю Карпентером — «Аврора-7»). Корабль совершил три витка вокруг Земли и приводнился в Атлантическом океане приблизительно в 1000 миль на юго-востоке от мыса Канаверал. Полёт продолжался 4 часа 56 минут 5 секунд. Место приводнения находилось на расстоянии 400 км от расчётной точки приводнения. Карпентеру пришлось в течение нескольких часов ожидать прибытия спасателей.
В НАСА были недовольны тем, как Карпентер провёл полёт, из-за того, что астронавт впал в эйфорию от невесомости и вида Земли, израсходовал много топлива и по этой причине совершил посадку в нештатном режиме. Карпентер был отстранён от подготовки к следующим космическим полётам. В дальнейшем Карпентер принимал участие в разработке лунного модуля по программе «Аполлон».
В 1965 году Карпентер принимал участие в подводных экспериментах военно-морского флота США. В августе 1965 года Карпентер провёл 30 дней в подводной лаборатории на глубине 60 метров. Находясь под водой, Карпентер участвовал в телефонном разговоре с астронавтами Гордоном Купером и Чарльзом Конрадом, которые в это время находились в космосе на корабле «Джемини-5». Вернувшись в НАСА, Карпентер проводил тренировки астронавтов под водой для подготовки к выходам в открытый космос.
В августе 1967 года Карпентер окончательно покинул НАСА и вернулся в морской флот, где продолжил заниматься экспериментами под водой. В 1969 года Карпентер уволился с воинской службы. Карпентер основал фирму Sear Sciences, которая занималась проблемами использования морских ресурсов. Карпентер сотрудничал с известным французским исследователем моря Жак-Ивом Кусто. Скотт Карпентер погружался во всех океанах, в том числе и подо льдом в Северном Ледовитом океане.
Карпентер написал два романа и автобиографию.
Он был три раза женат и имеет семь детей.
Умер в Денвере 10 октября 2013 года на 89-м году жизни от последствий инсульта.